# Michael Steger
Michael Mateus Steger (27. svibnja 1980.), američki glumac. Najpoznatiji je po ulozi Navida Shirazija u TV seriji "90210".